# Disney Adventures in Samba
Disney Adventures in Samba é o álbum lançado pela Walt Disney Records com uma reeleitura de canções de seus filmes animados em ritmo de samba, nas vozes de famosos cantores do gênero, como Diogo Nogueira, Arlindo Cruz, entre outros. A capa do álbum é do desenhista Moacir Rodrigues Soares e já havia sido usada na revista em quadrinhos Anos de Ouro do Zé Carioca  #3 (1990).

## Conteúdo
O CD contém canções como: Aquarela do Brasil, de Alô, Amigos!, cantada por Alexandre Pires; Na Baixa do Sapateiro (Bahia), de Você já foi à Bahia?, cantada por Daniela Mercury; entre muitas outras. Além de Pagode na Disney, uma canção inédita cantada por Arlindo Cruz, que narra uma roda de pagode "puxada" por Zé Carioca, que traz Mickey na guitarra, João Bafo-de-Onça no banjo, Primo Gastão como mestre-sala, Margarida como porta-bandeira e Pato Donald no cavaquinho.
O DVD contém videoclipes de Você Já Foi à Bahia? (1944), Tempo de Melodia (1948) e Alô, Amigos!, além de, também, o making of do CD e do DVD.

## Faixas

### CD

#### "Aquarela do Brasil"
- Escrita por: Ary Barroso
- Interpretada por: Alexandre Pires
- Editora: Irmãos Vitale
- Arranjo: Alceu Maia
- Baixo: Ivan Machado
- Cavaquinho, violão e banjo: Alceu Maia
- Violão de doze cordas: Marcelo Nami
- bateria: Luciano Broa
- Sax Soprano e Sax Alto: Victor Neto
- Percussão: Marcelo Pizzott e Pirulito
- Coro: Claudia Telles e Claudia Kaufmann

Alexandre Pires cedido por Uai Discos

#### "Na Baixa do Sapateiro" (Bahia)
- Escrita por: Ary Barroso (Versão: Ray Gilbert)
- Interpretada por: Daniela Mercury
- Editora: Irmãos Vitale
- Produção musical: Gabriel Póvoas
- Arranjo: Alceu Maia
- bateria: Luciano Broa
- Baixo: Ivan Machado
- Cavaquinho e violão: Alceu Maia
- Violão de doze cordas: Marcelo Nami
- Percussão: Marcelo Pizzott e Pirulito
- Piano: Fernando Merlino
- Coro: Claudia Telles e Claudia Kaufmann

Daniela Mercury cedida por Páginas do Mar

#### "Tico-tico no Fubá"
- Escrita por: Zequinha de Abreu
- Interpretada por: Leci Brandão
- Editora: Irmãos Vitale
- Arranjo: Alceu Maia
- bateria: Luciano Broa
- Pandeiro: Marcelo Pizzott
- Surdo: Pirulito
- Baixo: Ivan Machado
- Cavaquinho e violão: Alceu Maia
- Piano: Fernando Merlino

#### "A Estrela Azul" (When You Wish Upon a Star)
- Escrita por: Washington/Harline - Bourne Co. (ASCAP)
  - © Renovado.
  - Todos os direitos reservados.
- Interpretada por: Martinho da Vila
- Arranjo: Ivan Paulo
- bateria: Luciano Broa
- Baixo: Ivan Machado
- Cavaquinho e violão: Alceu Maia
- Guitarra: Marcelo Nami
- Percussão: Marcelo Pizzott e Pirulito
- Flauta: Victor Neto
- Piano e teclado: Fernando Merlino

Martinho da Vila cedido por MZA Music

#### "Você Já Foi à Bahia?"
- Escrita por: Dorival Caymmi
- Interpretada por: Margareth Menezes
- Editora: Mangione
- Arranjo: Alceu Maia
- Baixo: Ivan Machado
- Cavaquinho e violão: Alceu Maia
- Violão de doze cordas: Marcelo Nami
- bateria: Luciano Broa
- Percussão: Marcelo Pizzott e Pirulito
- Flauta: Victor Neto
- Piano: Fernando Merlino
- Coro: Adriana Capilé, Claudia Kaufmann, Roberta Cunha e Jussara Lourenço

Margareth Menezes cedida por MZA Music

#### "Aqui no Mar" (Under the Sea)
- Escrita por: Howard Ashman e Alan Menken
- Interpretada por: Diogo Nogueira
- Editora: Walt Disney Music Company (ASCAP) / Wonderland Music Company, Inc (BMI)
- Arranjo: Ivan Paulo
- bateria: Luciano Broa
- Baixo: Ivan Machado
- Cavaquinho e violão: Alceu Maia
- Violão de doze cordas e guitarra: Marcelo Nami
- Percussão: Marcelo Pizzott e Pirulito
- Coro: Adriana Capilé, Claudia Kaufmann e Roberta Cunha

Diogo Nogueira cedido por EMI Music

#### "A Bela e a Fera" (Beauty and the Beast)
- Escrita por: Howard Ashman e Alan Menken
  - Versão: Telmo P. Münch
- Interpretada por: Alcione e Sylvinha
- Editora: Walt Disney Music Company (ASCAP) / Wonderland Music Company, Inc (BMI)
- Arranjo: Ivan Paulo
- Baixo: Ivan Machado
- Cavaquinho e violão: Alceu Maia
- Violão de doze cordas e guitarra: Marcelo Nami
- bateria: Luciano Broa
- Percussão: Marcelo Pizzott e Pirulito
- Piano e teclado: Fernando Merlino

Alcione cedida por Indie Records

#### "Eu vou" (Heigh-Ho)
- Escrita por: Frank Churchill e Larry Morey
  - Versão: Aloysio de Oliveira
- Interpretada por: Grupo Molejo
- Editora: Bourne Co. (ASCAP)
- © Renovado.
  - Todos os direitos reservados.
  - Usado com permissão.
- Voz solo: Anderson Leonardo
- Arranjo: Alceu Maia
- Baixo: Ivan Machado
- Cavaquinho e violão: Alceu Maia
- Violão de doze cordas e guitarra: Marcelo Nami
- bateria: Luciano Broa
- Percussão: Marcelo Pizzott e Pirulito
- teclado: Pedro Santos
- Coro: Edgar Lima, Jimmy Batera, Lúcio Nascimento, Marquinhos Pato, Robson Calazans, Rodrigo Santana, Adriana Capilé, Claudia Kaufmann e Roberta Cunha

Molejo cedido por 8000 Produções Artísticas

#### "O Que Eu Quero Mais É Ser Rei" (I Just Can't Wait To Be King)
- Escrita por: Elton John e Tim Rice
  - Versão: Telmo P. Münch
- Interpretada por: Exaltasamba
- Produção musical: Pezinho
- Editora: Wonderland Music Company, Inc (BMI)
- Arranjo e regência: Pezinho
- Guitarra Semi Acústica: Pézinho
- Baixo: Ivan Machado
- Cavaquinho, banjo e bandolim: Nando Martins
- Contra baixo: Cláudio Bonfim
- bateria: Jacks Monastier
- Tantan e repique de mão: Pinha
- teclados: Eduardo Netto
- Pandeiro e repique de anel: João Sensação
- Surdo, tamborim, ganzá e complementos: Junior Farias

Exaltasamba cedido por EMI Music

#### "Somente o Necessário" (The Bare Necessities)
- Escrita por: Terry Gilkyson
  - Versão: Aloysio de Oliveira
- Interpretada por: Dudu Nobre
- Editora: Wonderland Music Company, Inc (BMI)
  - © Renovado
  - Todos os direitos reservados.
- Arranjo: Alceu Maia
- Baixo: Ivan Machado
- Cavaquinho e violão: Alceu Maia
- Violão de doze cordas e guitarra: Marcelo Nami
- bateria: Luciano Broa
- Percussão: Marcelo Pizzott e Pirulito
- Piano: Fernando Merlino
- Coro: Adriana Capilé, Claudia Kaufmann, Roberta Cunha e Jussara Lourenço

Dudu Nobre cedido por Universal Music

#### "Supercalifragilistexpialidoso" (Supercalifragilistexpialidocious)
- Escrita por: Richard M. Sherman, Robert B. Sherman, Anthony Drewe e George Stiles
- Interpretada por: Ana Rosa
- Editora: Wonderland Music Company, Inc (BMI) e Cameron Mackintosh Limited (PRS)
  - Todos os direitos reservados.
- Arranjo: Alceu Maia
- Baixo: Ivan Machado
- Cavaquinho e violão: Alceu Maia
- Violão de doze cordas e guitarra: Marcelo Nami
- bateria: Luciano Broa
- Percussão: Marcelo Pizzott e Pirulito
- Piano: Fernando Merlino
- Coro: Claudia Telles e Claudia Kaufmann

Ana Rosa cedida por Zambo Discos

#### "Amigo Estou Aqui" (You've Got a Friend in Me)
- Escrita por: Randy Newman
  - Versão: Renato Rosenberg
- Interpretada por: Jorge Aragão
- Editora: Walt Disney Music Company (ASCAP)
  - © Renovado
  - Todos os direitos reservados.
- Arranjo: Alceu Maia
- Baixo: Ivan Machado
- Cavaquinho e violão: Alceu Maia
- Violão de doze cordas e guitarra: Marcelo Nami
- bateria: Luciano Broa
- Percussão: Marcelo Pizzott e Pirulito
- Flauta: Victor Netto
- Piano e teclado: Fernando Merlino
- Coro: Adriana Capilé, Claudia Kaufmann, Roberta Cunha e Jussara Lourenço

Jorge Aragão cedido por Indie Records

#### "Os Quindins de Yayá"
- Escrita por: Ary Barroso
- Interpretada por: Casuarina
- Editora: Irmãos Vitale
- Arranjo: Daniel Montes
- Bandolim: João Fernando
- Cavaquinho: Rafael Freire
- Violão de sete cordas: Daniel Montes
- Flauta: Dudu Oliveira
- Pandeiro: Gabriel Azevedo
- Surdo: Nelci Pelé
- Tantan: João Cavalcanti
- Caixa, balde e pratos: Diego Zangado
- Vocais: Gabriel Azevedo e João Cavalcanti
- Coro: Adriana Capilé, Claudia Kaufmann, Roberta Cunha e Ronaldo Barcellos

Casuarina cedido por MKT Mury Promoções e Eventos

#### "Pagode na Disney"
- Escrita por: Alceu Maia, Breno Maia, Arlindo Cruz e Arlindo Neto
- Interpretada por: Arlindo Cruz
- Editora: Walt Disney Music Company (ASCAP) e Universal Music Publishing
- Arranjo: Alceu Maia
- Baixo: Ivan Machado
- Cavaquinho, violão e banjo: Alceu Maia
- Violão de doze cordas: Marcelo Nami
- bateria: Luciano Broa
- Percussão: Marcelo Pizzott e Pirulito
- Coro: Adriana Capilé, Claudia Kaufmann, Roberta Cunha, Alceu Maia e Ronaldo Barcellos

Arlindo Cruz cedido por Deckdisc

### DVD

#### Vídeos históricos deZé Carioca
- Aquarela do Brasil
  - Filme: Alô, Amigos! (1942)
- Tico-tico no Fubá
  - Filme: Alô, Amigos! (1942)
- Você já foi à Bahia?
  - Filme: Você Já Foi à Bahia? (1944)
- Na Baixa do Sapateiro (Bahia)
  - Filme: Você Já Foi à Bahia? (1944)
- Os Quindins de Yayá
  - Filme: Você Já Foi à Bahia? (1944)
- A Culpa é do Samba
  - Filme: Tempos de Melodia (1948)

#### Vídeos inéditos
- Aquarela do Brasil
  - Alexandre Pires
- Pagode da Disney
  - Arlindo Cruz

#### Making of
- Um Toque de Magia no Samba